# Джейк И Ли
Джейк И Ли (англ. Jake E. Lee; настоящее имя Джейки Лу Уильямс, англ. Jakey Lou Williams; 15 февраля 1957, Норфолк, Виргиния, США) — американский гитарист. Наиболее известен как гитарист Оззи Осборна и Badlands. После 15-летнего перерыва он сформировал новую группу — Red Dragon Cartel.

## Биография
Ребёнком Ли брал уроки на фортепьяно, а также играл на гитаре. После того как услышал Джими Хендрикса, решил стать рок-гитаристом.
В Сан-Диего Джейк стал лидером школьной группы Teaser, якобы названной так в честь первого сольного альбома Томми Болина, фанатом которого Джейк является.
C 1980 года присоединился к группе Ratt и переехал в Лос-Анджелес, они стали достаточно популярной глэм-метал группой, выпустили сингл «Dr. Rock»/«Drivin On E», который раздавали фанатам на концертах. Их песня «Tell The World» вошла в сборник «Metal Massacre» (1982).
Вскоре Джейк покинул Ratt и присоединился к группе Rough Cutt, которую продюсировали Ронни и Венди Дио. Примерно в это же время Оззи Осборн предложил ему прослушивание на место гитариста в его группу. Он был выбран из 500 других гитаристов.
В течение четырёх лет Джейк гастролировал с Оззи и записал альбомы «Bark at the Moon» и «Ultimate Sin». Затем вместе с вокалистом Рэем Гилленом (Black Sabbath) они создают группу Badlands, их первый альбом с одноимённым названием выходит в 1989 году. Это была смесь блюза и металла, получившая высокую оценку у критиков. В 1991 выходит ещё более блюзовый альбом «Voodoo Highway».
После Badlands Джейк играл на нескольких компиляциях и Трибьют-альбомах, в том числе у Джеффа Бека, и Van Halen.
С 2013 года выступает со своей группой Jake E Lee's Red Dragon Cartel.

## Дискография
Неполная

### С Mickey Ratt
- The Garage Tape Dayz 78-81 (2000)
- Rattus Erectus 1976—1982
- In Your Direction
- Pre-Ratt Days (2007)

### С Rough Cutt
- песни «A Little Kindness» и «Used And Abused» (1981)

### СОззи Осборном
- Bark at the Moon (1983)
- The Ultimate Sin (1986)

### СBadlands
- Badlands (album)|Badlands (1989)
- Voodoo Highway (1991)
- Dusk (1998)

### Сольные альбомы
- A Fine Pink Mist (1996)
- Retraced (2005)
- Runnin' With the Devil (2008)

### C Red Dragon Cartel
- Red Dragon Cartel (2014)
- Patina (2018)